# Xã Little River, Quận Pemiscot, Missouri
Xã Little River (tiếng Anh: Little River Township) là một xã thuộc quận Pemiscot, tiểu bang Missouri, Hoa Kỳ. Năm 2010, dân số của xã này là 844 người.